# Laguna Beach: The Real Orange County
Laguna Beach: The Real Orange County är ett reality-tvprogram och ungdomar från Orange County, Kalifornien som är ett av USA:s mest välbärgade områden. Serien har varje säsong en ny berättare som alltid är  en tjej som går i sista året på Laguna Beach High. Seriens andra medverkande är de som kretsar runt denna huvudperson.

## Historia
Lauren Conrad, även kallad LC är seriens huvudperson under första säsongen. Under andra säsongen heter berättaren Kristin Cavallari och i den tredje och sista säsongen är det Tessa Keller som står i fokus.
Man visste att TV-kanalen FOX visade den populära ungdomsdramat OC. Då förhöjde MTVs producenter serien med att starta en realityserie baserad på OC, då lade de också till "The Real Orange County" för att serien skulle förknippas med OC. Det första avsnittet visades i USA den 28 september 2004.

## Läggs ner
MTV:s Reality Blog informerade att Laguna Beach läggs ner efter tredje säsongen. Istället kommer de filma en ny serie med Lauren "LC" Conrad från säsong 1 & 2, "The Hills". Men Laguna Beach kommer leva vidare när man kör om alla säsongerna igen. Sista avsnittet av Laguna Beach sändes 15 november 2006 i USA.

## Kritik
Serien har givit staden Laguna Beach ett rykte om att vara fullt av rika, ytliga och bortskämda människor. En webbsida har rapporterat att inte alla medverkande i serien lever i herrgårdar, utan i vanliga medelklasshus. Men det var sagt att MTV bara ville visa överklassen för att fastställa Laguna Beach som ett rikt samhälle. Sidan har också sagt att inte alla tonåringar i Laguna Beach äger designerprylar eller kör dyra bilar.
Det har varit mycket debatt över hur verklig serien egentligen är, eftersom det har kommit fram att producenterna manipulerar scenerna och bara filmar det de vill filma.

## Deltagare
Bland de deltagare som uppnått mer eller mindre berömmelse genom serien finns Heidi Montag.
1. ↑  Surfing on a Wave of Adolescent Angst (på engelska), The New York Times, 28 september 2004, läs online.[källa från Wikidata]